# Truus Coumans

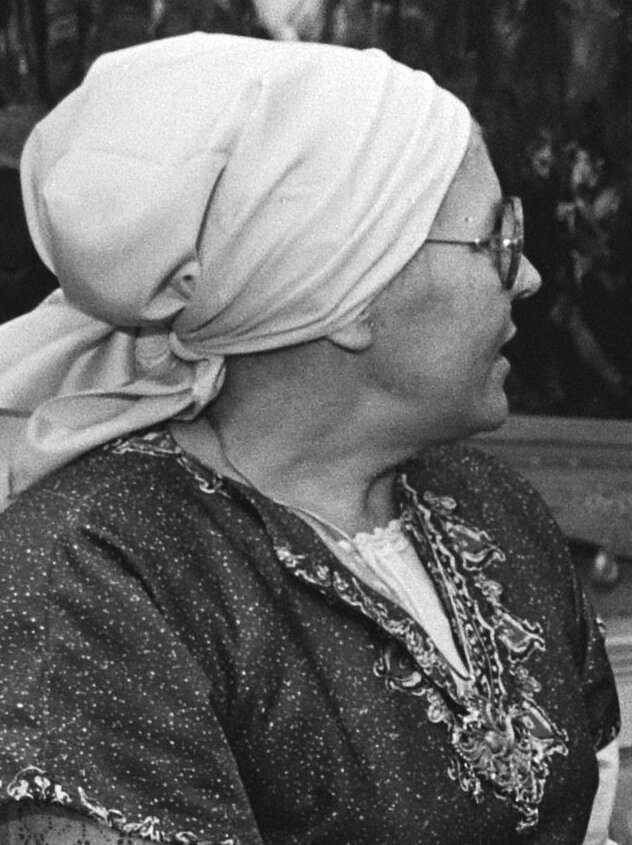
Truus Coumans, 1979

Truus Coumans (* 5. April 1931 in Haelen; † 8. Juni 2019 ebenda) war eine niederländische Bildhauerin.

## Leben und Werk

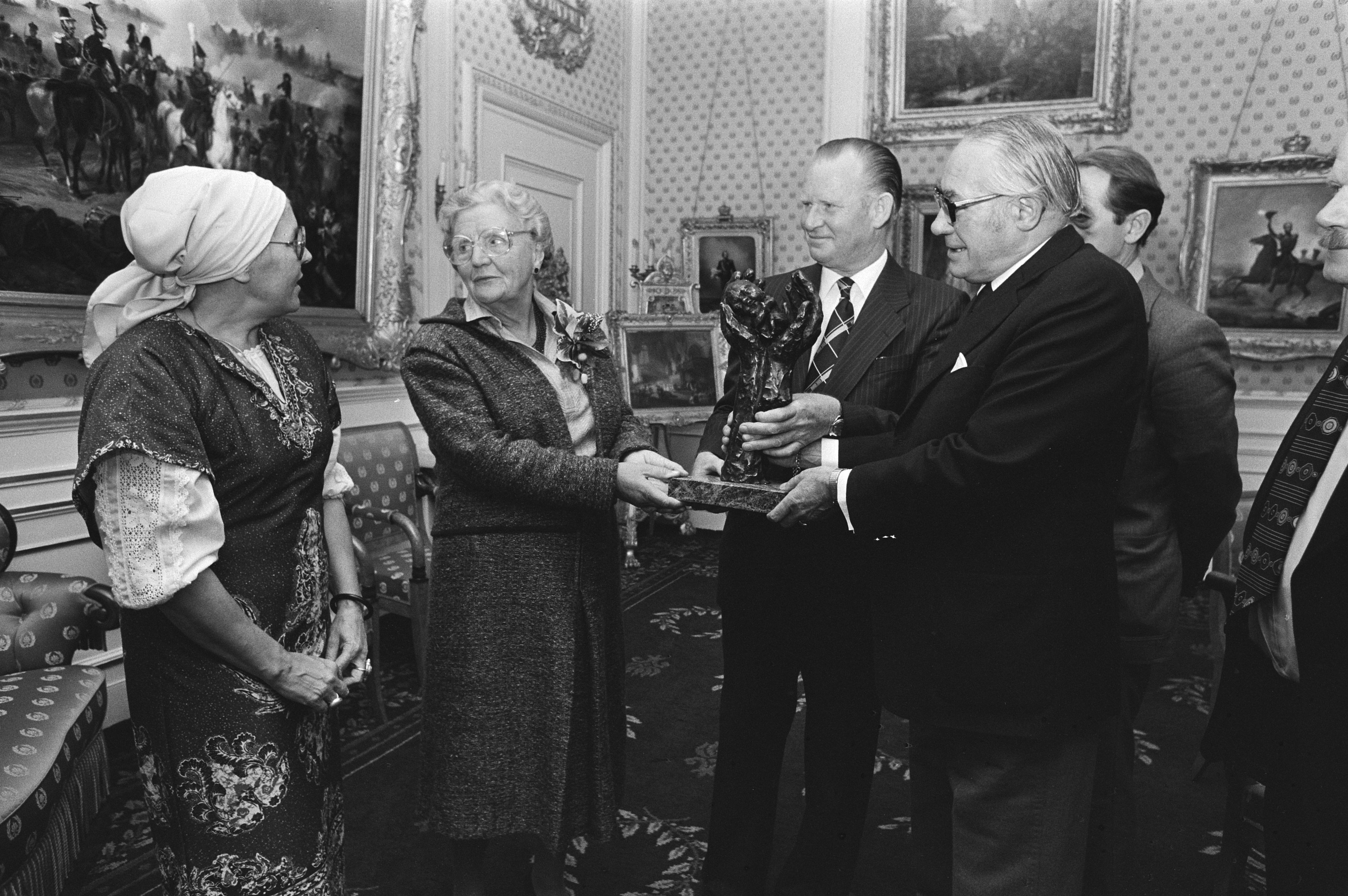
Truus Coumans mit Königin Juliana bei der Übergabe der Auszeichnung „Gouden Handen“ im Palast Soestdijk

Truus Coumans hatte keine akademische Ausbildung und war eine weitgehend autodidaktische Künstlerin, nahm aber Unterricht bei verschiedenen Lehrern. Anfang der 1960er Jahre erhielt sie Töpferunterricht beim Künstler Vassil Ivanoff im Atelier von St. Joris. Sie lernte Malen und Zeichnen und begann später mit der Bildhauerei. Zu ihren Lehrern gehörte der Bildhauer Wijnandus Hubertus „Wijnand“ Thönissen aus Roermond und F. van den Berg. Sie lebte und arbeitete in ihrem Atelier 't Achterhoes in ihrem Geburtsort Haelen und wurde 1992 Mitglied der Stichting Kunst & Cultuur Limburg Maastricht.
Truus Coumans fertigte figurative Skulpturen in Ton und Bronze, die zahlreich im öffentlichen Raum in den Niederlanden vertreten sind, aber auch in Kopenhagen und Kapstadt. Zu ihren Motiven gehörten neben religiösen Themen Kinder, Tiere und Büsten bekannter Persönlichkeiten.
Unter anderem beteiligte sie sich an den Ausstellungen Beelden van het landleven. Nederlandse agrarische monumenten im Jahr 1982 in Aarlanderveen und Venlo en beeld im Museum van Bommel van Dam 1993 in Venlo. Im Jahr 2018 hatte sie im Kunsthuis Jan Mennen in Roggel eine Einzelausstellung.

## Werke (Auswahl)

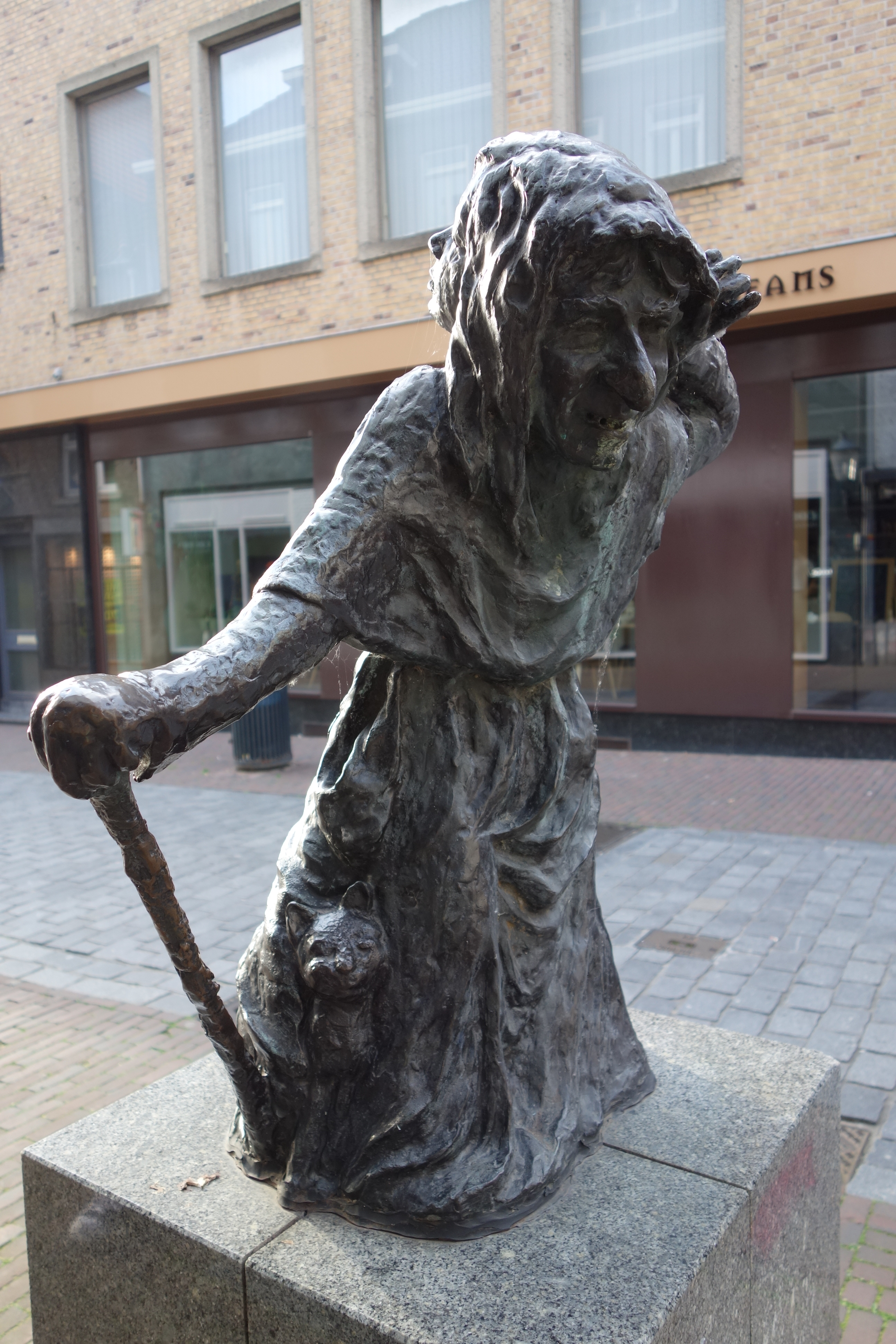
De heks Hiacinthe
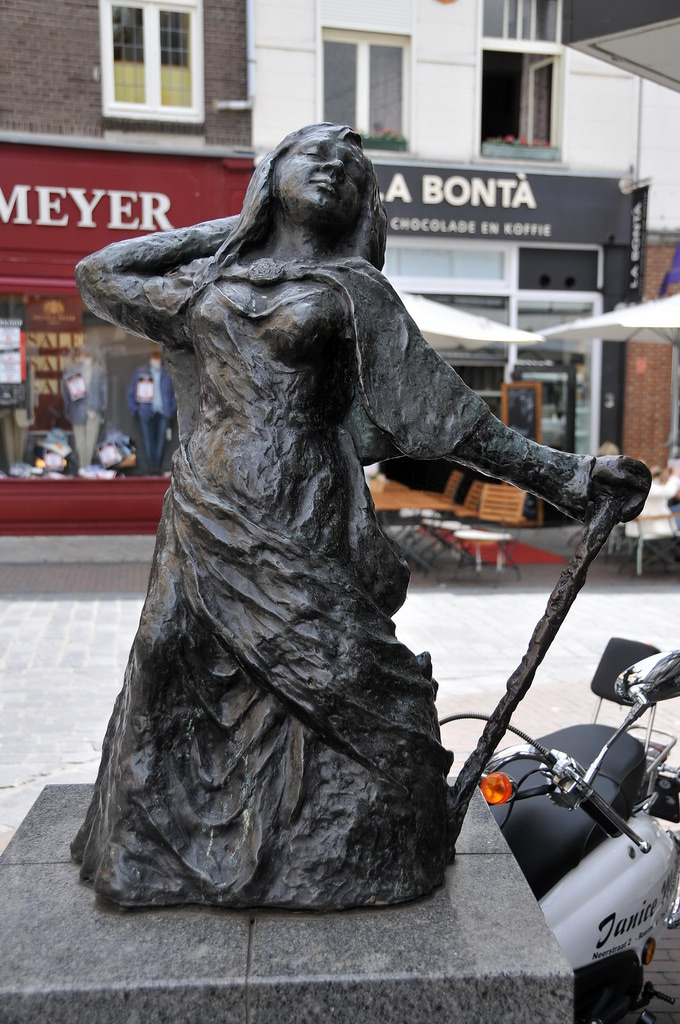
De heks Hiacinthe

- 1974: Sandor. Schule Boukoul, Roermond
- ca. 1977: Peuter met bal. Kerkweg 7, Boukoul, Roermond
- 1978: Margotje. Medisch Centrum Groenveld, Venlo
- 1979: Maria Goretti. Karel Doormanplein, Roermond
- 1979: Gouden Handen. Plastik
- 1980: De heks Hiacinthe. Brugstraat/Neerstraat, Roermond
- 1980: De houthakker. Kerkplein, Herkenbosch, Roerdalen
- 1980: Vrouwe Justitia. Kerkstraat/Julianalaan, Melick
- 1981:	De Bokkerijder.	Caulitenstraat, Sint Joost, Echt-Susteren
- 1981: Twee schipperskinderen op een dukdalf. Internat für Schiffer- und Schaustellerkinder, De Prinsenvaart, Maasbracht, Maasgouw
- 1982: Büste John F. Kennedy. Wilhelminaplein, Someren
- 1983 	Pastoor Jacq.R.A. van Eijndhoven. Mariastraat, Mariahout, Laarbeek
- 1984: Bessemer en Bessemerinneke. Kerkendijk, Someren-Heide
- 1985: De Raoper. Heuvel, Lieshout
- 1987: Het vissertje. P. Panderplein, Capelle aan den IJssel
- 1989: De Klonemaan. Vroenhofstraat, Simpelveld
- 1991: De Turfsteker. Raadhuisplein, Meijel, Peel en Maas
- 1993: Suske en Wiske. Gebouw Standaard Uitgeverij, Haelen, Leudal
- Beeld van een zittende Gram Parsons.
- Ties de wever. Julianastraat, Stramproy, Weert
- De Zoatmaal. Kerkplein, Stramproy, Weert
- Bronzen beeld. Parellelweg/Biemansstraat, Weert
- Het paard van Roggel. Roggel, Leudal
- Biemösje-buimpke. Posterholt
- De Grote Tromslager. Offermansstraat, Lierop, Someren[6]

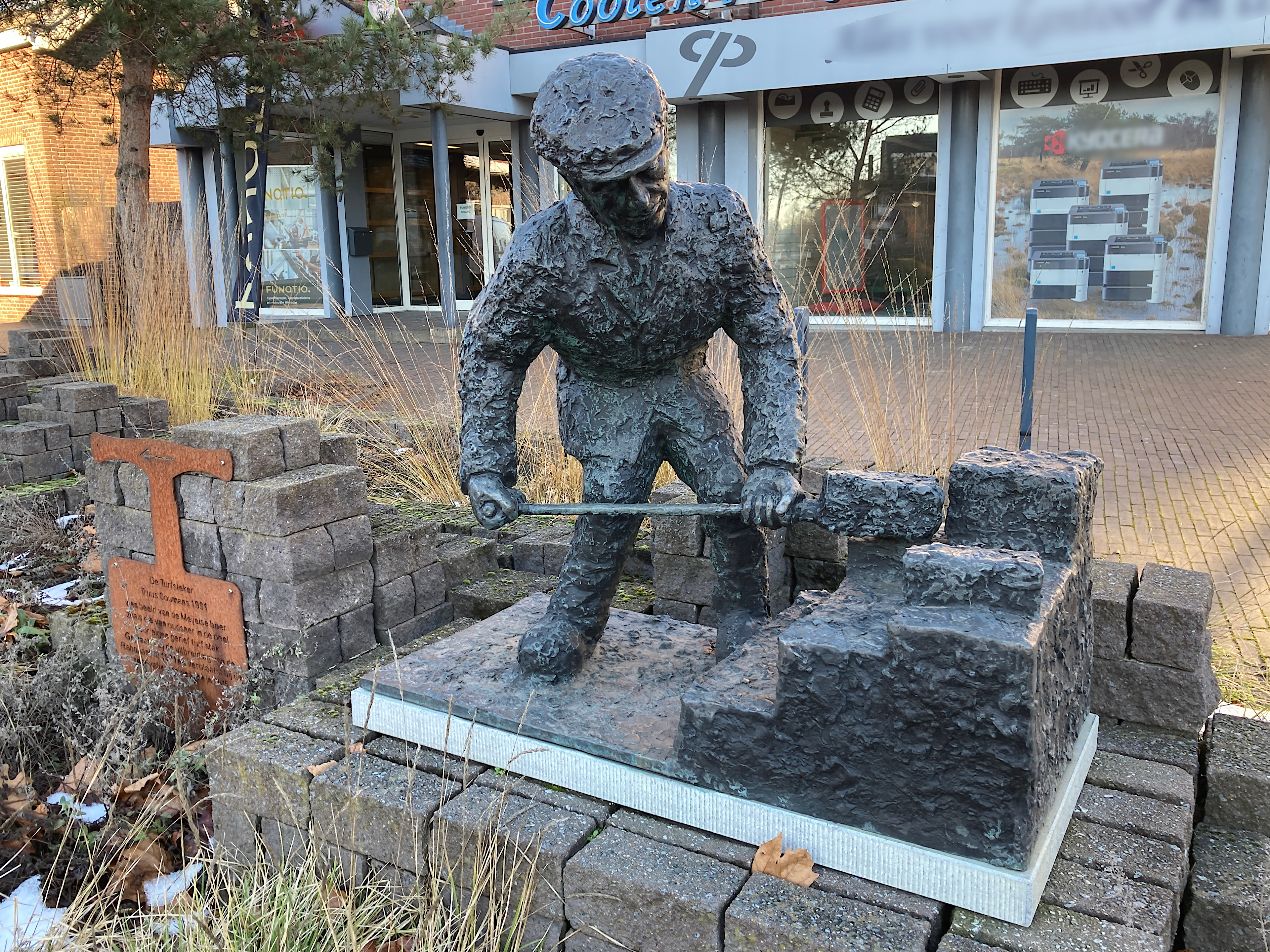
De Turfsteker
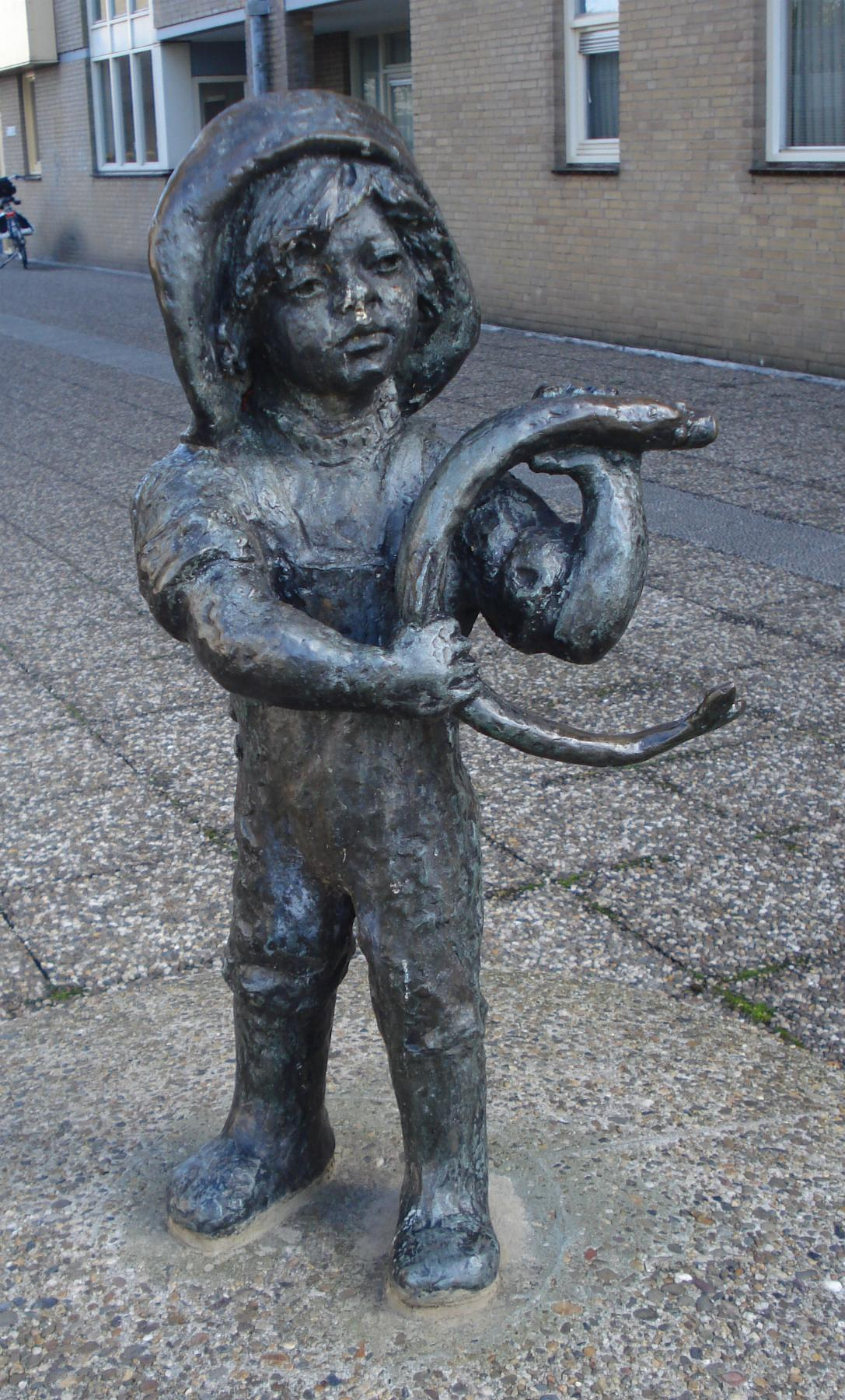
Het vissertje
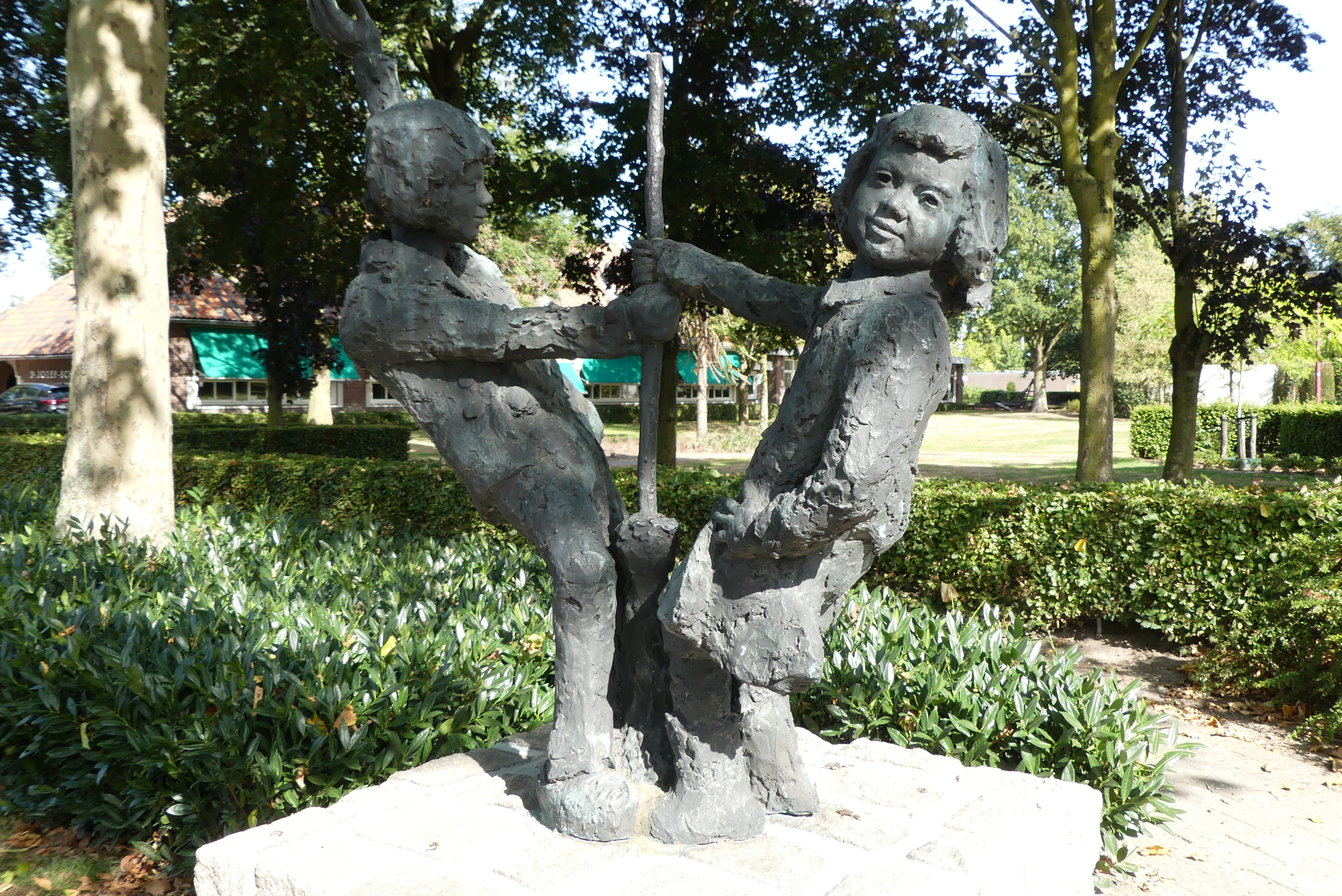
Bessemer en Bessemerinneke
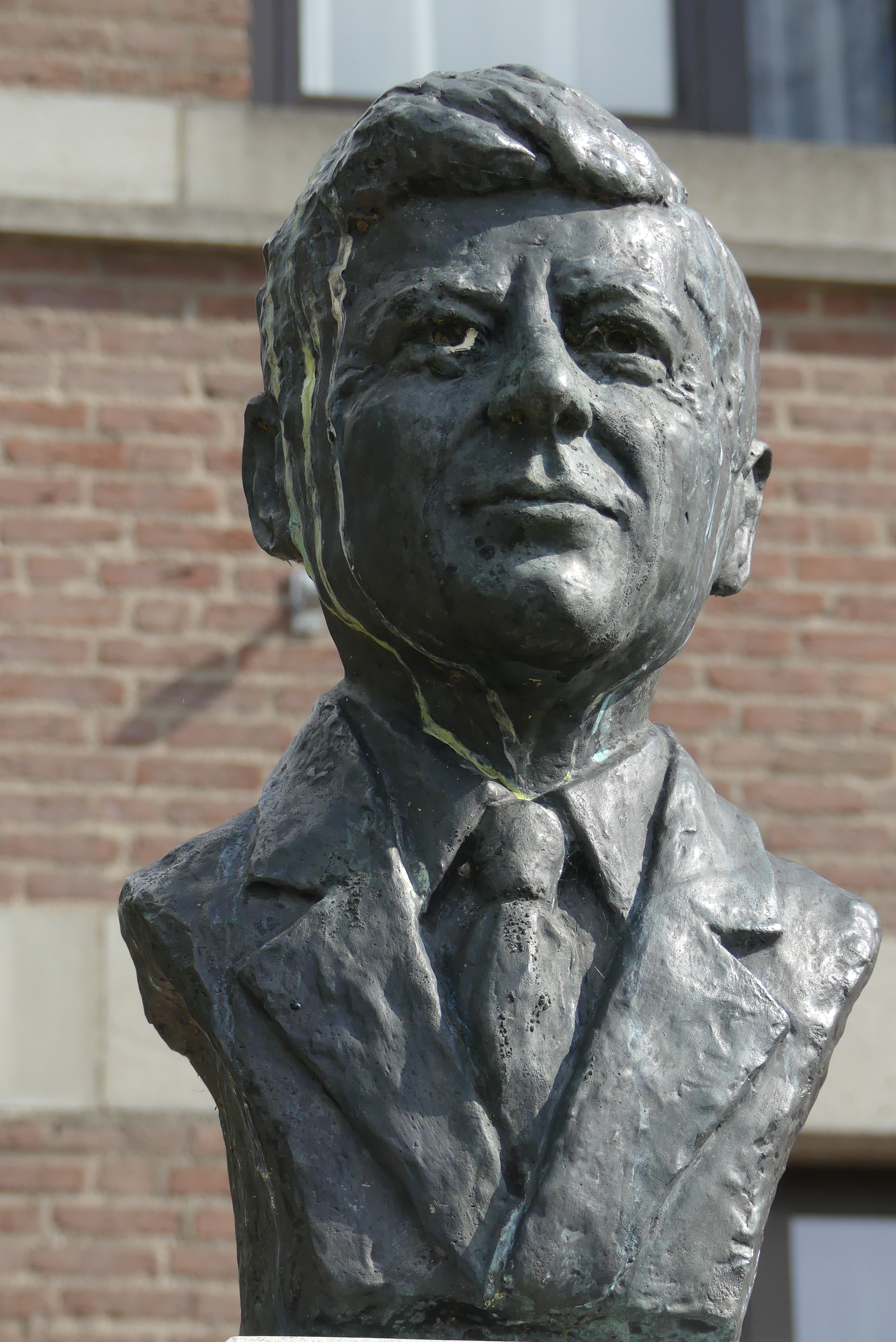
John F. Kennedy
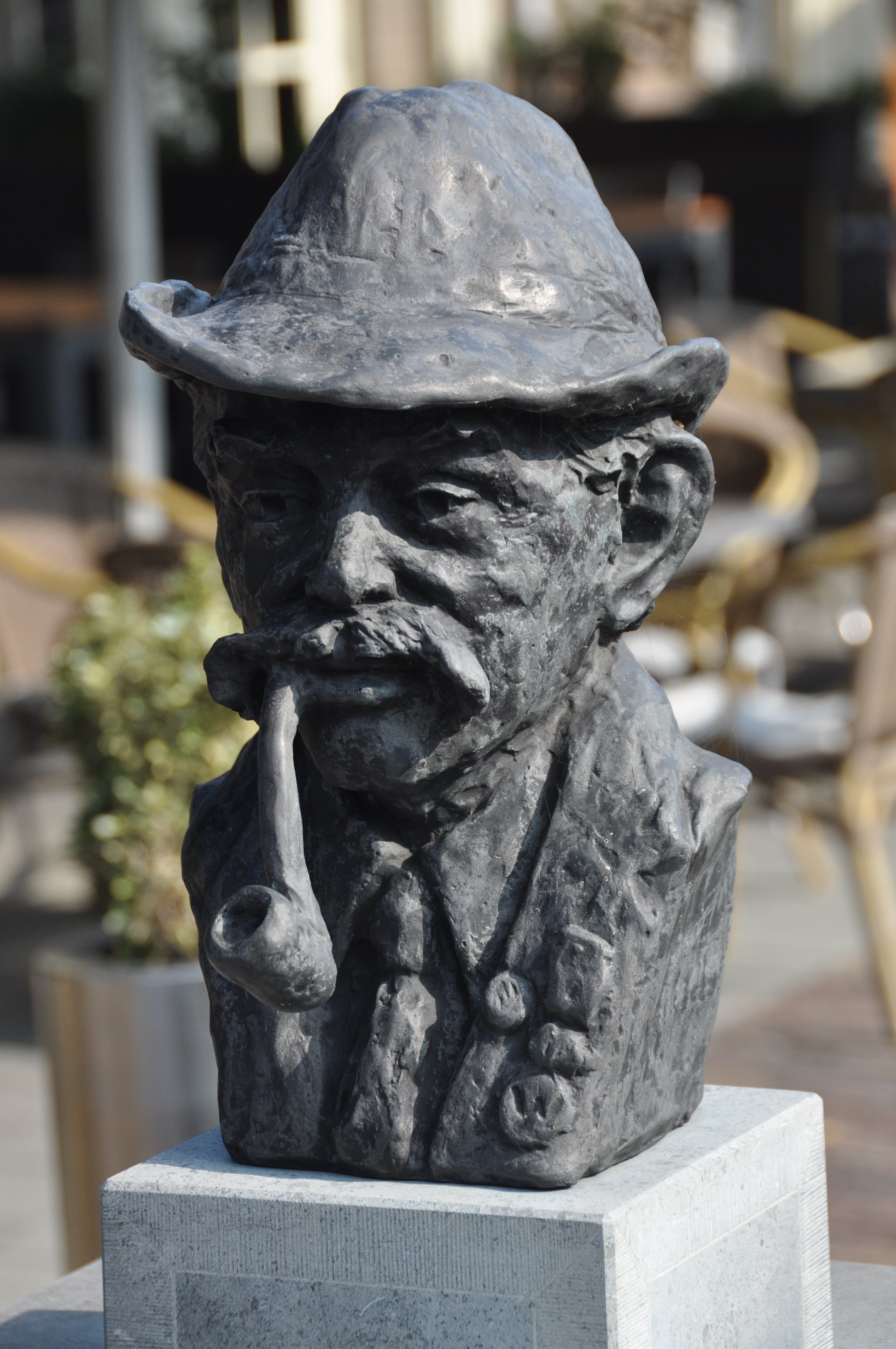
Ties de wever
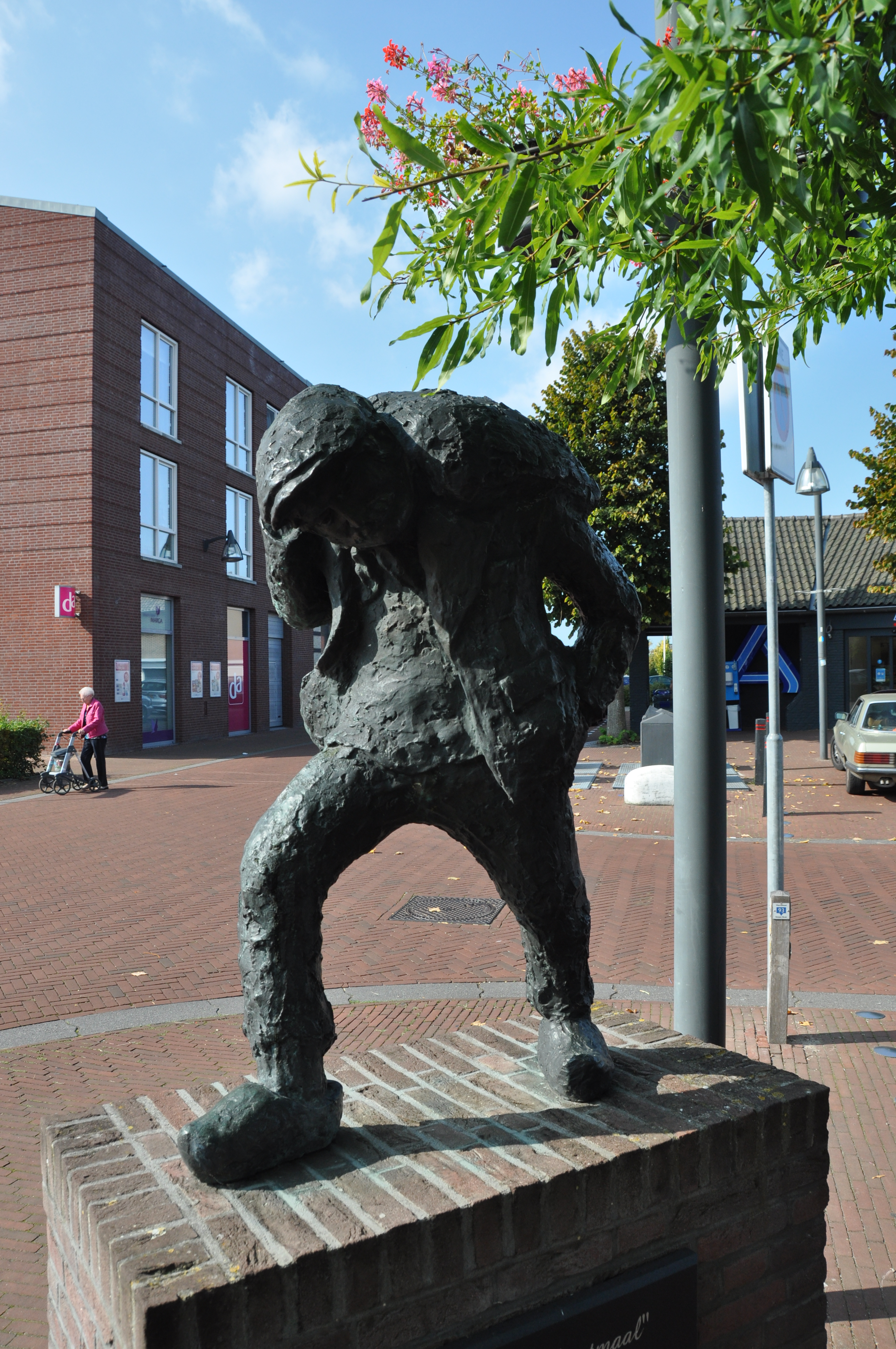
De Zoatmaal
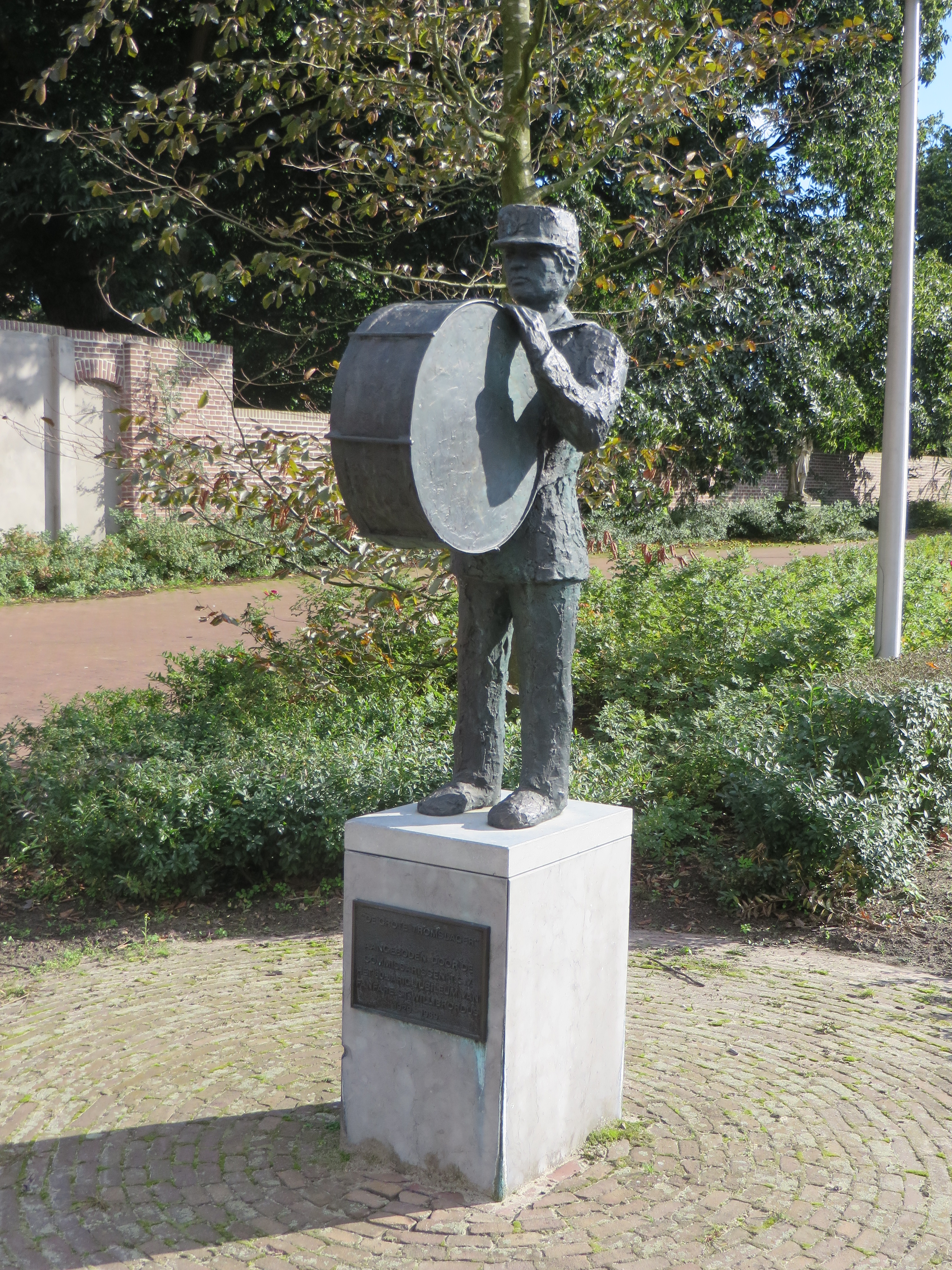
De Grote Tromslager